# Route nationale 333
Pour les articles homonymes, voir Route 333.
La route nationale 333, ou RN 333, est une route nationale française reliant Hudiviller à Gogney. Il s'agit d'une voie rapide  prolongeant l'A 33 et doublant la RN 4. En 2009, la RN 333 a été intégrée à la RN 4.
Avant la réforme de 1972, la RN 333 reliait Amiens à Auxi-le-Château. Elle a été déclassée en RD 933 sauf dans Bernaville où le tronc commun avec la RN 25 est devenu la RD 925.

## D'Amiens à Auxi-le-Château (D 933)
Les principales communes traversées sont :
- Amiens
- Flesselles
- Havernas
- Canaples
- Bernaville
- Prouville
- Maizicourt
- Auxi-le-Château